# ニジェールサウルス

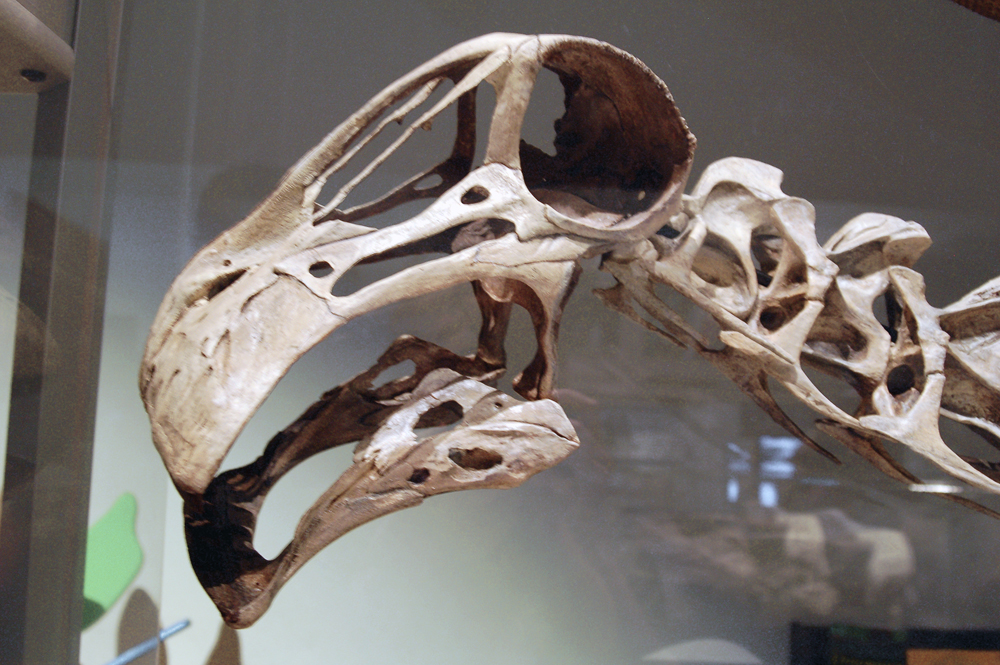
オーストラリアはシドニーのAustralian Museumにある骨格標本

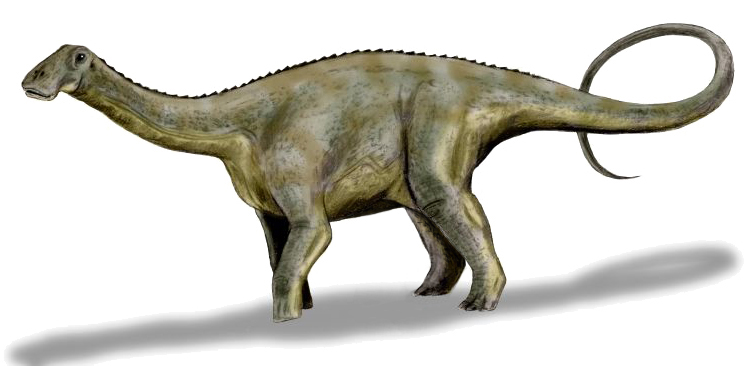
想像図

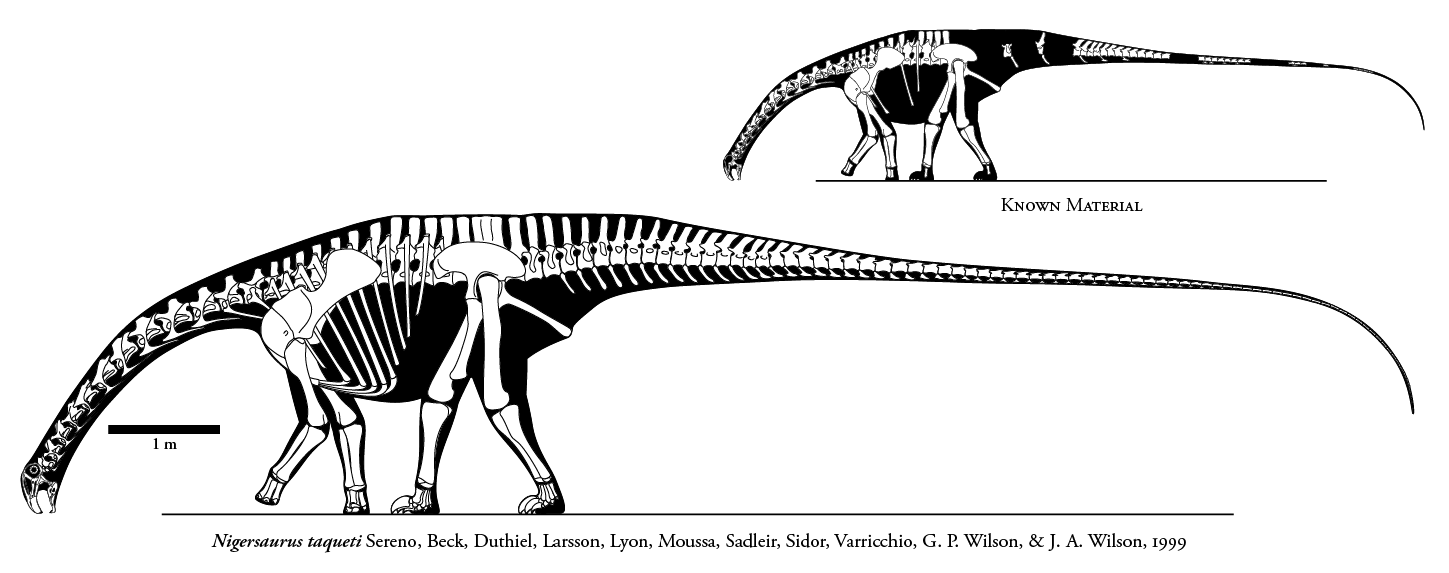
骨格想像図

人との大きさ比較

ニジェールサウルス (Nigersaurus) は、白亜紀前期に生息していた植物食恐竜。
アパトサウルスやブラキオサウルスなどと同じく竜脚類（竜脚下目）に属する恐竜だが、体ははるかに小さくて全長はおよそ10m程度。骨格は極端に軽快なつくりになっているほか、頭骨も上下の歯列が左右ほぼ一直線に並ぶという極端さである。
歯並びおよび顎の形は掃除機の口やクリップのようだと形容され、この顎の形は地面の草を食べやすくするために進化したと考えられる。歯はサメのように予備の歯があり（いわゆるデンタルバッテリー構造）、それを含めおよそ500本の歯があるとされる。予備の歯は最大で10本もあるとされる。
首や頭の構造から、基本的に平時は低い位置に頭部を降ろす姿勢であったことがわかっており、これも地面の植物を食べるためだったと思われる。
日本では、東京都台東区の国立科学博物館で行われた『2009年大恐竜展』で強烈な印象を来館者に与え、一大ブームを巻き起こしているが、突然のブームにより、フィギュアなどの関連グッズの生産が追いつかない状況にある。